# Deuteronomos lutaria
Deuteronomos lutaria är en fjärilsart som beskrevs av Walker 1866. Deuteronomos lutaria ingår i släktet Deuteronomos och familjen mätare. Inga underarter finns listade i Catalogue of Life.